# Володимир (Богоявленський)
Володи́мир Священому́ченик (в миру Василій Никифорович Богоявленський, 1 січня 1848, Тамбов — 7 лютого 1918, Київ) — церковний діяч Російської імперії, педагог. Православний митрополит РПЦ (синодальної) з титулом Київський і Галицький у 1915–1918 роках. Новомученик, розстріляний більшовиками біля стін Києво-Печерської Лаври.

## Біографія
Народився Василь Богоявленський 1 січня 1848 року в Росії, у селі Мала Моршка, в Тамбовській губернії, у сім'ї священника. Рано став сиротою.
Після закінчення Тамбовської духовної семінарії навчався у Київській духовній академії (1870).

Владика писав про ті часи: 
Свята Лавра давно близька моєму серцю. Ще під час навчання в місцевій Академії, я не раз і не два прогулювався сюди насолодитися духовною радістю, насититися глибокими релігійно-моральними переживаннями. І скільки радості, скільки насолоди в дивних службах церковних святої Лаври, скільки втіхи, скільки весілля жити серед сонму святих угодників Божих, котрі почивають в місцевих печерах.
Після закінчення в 1874 році академії Василь Никифорович прочитав кілька пробних лекцій на теми: «Оріген — його життя і проповіді», «Епітимії, поняття про них і їх властивості», «Поняття про літургіку та її завдання; наукова постановка літургіки; ставлення літургіки до інших богословських наук».
Після Академії Василій Богоявленський викладає у Тамбовській семінарії гомілетику, літургіку, пастирське богослов'я, Біблію.
У 1882 році висвячується, а після смерті матінки (своєї дружини) та малолітнього сина постригається з іменем Володимир і невдовзі стає архімандритом та настоятелем Козловського Троїцького монастиря в м. Козлов.
У 1888 року Володимир висвячений на єпископа Староруського, вікарія Новгородської єпархії РПЦ (синодальної).
В 1891 році призначається на Самарську кафедру, а 1892 року — архієпископом Картлінським і Кахетинським у Грузії з посадою члена Святійшого синоду РПЦ.
Бувши єпископом Самарським, під час масштабної епідемії холери і неврожаю, владика Володимир організовує комітет взаємодопомоги, збирає пожертвування постраждалим від холери та голоду, влаштовує безкоштовні їдальні для голодуючих. Він безстрашно відвідує і служить в холерних бараках, на холерних кладовищах і місцях, охоплених епідемією. У численних друкованих відозвах і повчаннях владика Володимир закликає всіх прийти на допомогу тим, хто голодує. За словами сучасників, «голос не замовкав до тих пір, поки не вщухла буря народного лиха».
За той час, поки владика Володимир ніс служіння екзарха Грузії, там було збудовано понад сто храмів і відкрито понад триста церковно-парафіяльних шкіл, серед учнів яких були і мусульмани, і юдеї, і протестанти, і вірмени, і старообрядці, і діти сектантів.
У 1898 році високопреосвященний Володимир поставлений митрополитом Московським і Коломенським, священно архімандритом Троїце-Сергієвої лаври.
Тут святитель продовжив свою просвітницьку діяльність. В його єпархіальному будинку проводилися лекції, читання, бесіди, діяла бібліотека з читальним залом для всіх охочих, також він розпочав боротьбу з народним пияцтвом, особисто беручи участь у проповіді християнства серед робітників.
В 1912 році митрополита Володимира перевели в Петербург.
В 1915 році приїхав до України, де посів кафедру Київських митрополитів під контролем Синоду Російської імперії. У тому ж році одержав ступінь доктор богослов'я.

## Убивство
Під час першої радянсько-української війни Київ було захоплено військами Ради народних комісарів РРФСР та їх прибічниками із так званої Української Народної Республіки Рад. У місті почався червоний терор, що супроводжувався грабунками та розстрілами «класових ворогів».
25 січня, а за новим стилем 7 лютого, 1918 року озброєні погромники ввірвалися в покої митрополита Володимира і після знущань над ним вивели за стіни Лаври і розстріляли. Перед смертю архіпастир звершив молитву, благословив своїх убивць і нібито сказав: «Господь вас хай простить».
Почавшись у період правління Центральної Ради, слідство інтенсивніше продовжилося після приходу до влади в результаті перевороту 29 квітня 1918 року гетьмана Павла Скоропадського, який високо шанував убитого ієрарха. Статус розслідування підвищили, передавши матеріали від слідчого І. Новоселецкого до Головного військово-судового управління. Провадження тримав на особистому контролі міністр юстиції Української Держави. Основні зусилля слідчі зосередили на допитах ченців Лаври і наближених митрополита. Підтвердилося, що злочинців було п'ятеро, четверо в солдатських шинелях, один в чорній шкіряній куртці (про наявність у «Чорного» матроської кашкети, яка часто фігурує в друкованих роботах про вбивство, не говорилося).
Знайдене братією його тіло було спотворене великою кількістю колотих та вогнепальних ран.
Акт медичного огляду тіла убитого митрополита засвідчує, що архіпастиря-мученика розстрілювали розривними кулями і кололи холодною зброєю. Гетьман Скоропадський встановив на місці розстрілу пам'ятник святителю, який був зруйнований, коли місто знову захопили більшовики.
Рано вранці 31 серпня 1918 року постової варти (поліції) Печерського району Блаватний затримав підозрілу жінку з кошиком. У ньому виявилися речі які належали митрополиту Володимиру: троє чоток, нагрудні знаки, срібна лампада, білизна та інші речі з монограмою «М. В.». Під час обшуку в приміщенні затриманої Єлизавети Льовіної (уродженки Пензенської губернії, доглядальниці Олександрівської лікарні, не судимої) знайшли подаровану архієрею ікону, образскладень св. Володимира, нагрудні знаки та речі що носять з монограмою. Виявилося, що речі передав їй на зберігання келійник убитого Ф. Рибкін, який також незабаром затриманий. Під час обшуку у невдячного келійника знайшли панагію покійного і квитанції на вклади на 160 тис. рублів. Заарештували і двох вартових правопорядку — Микиту Філіппова і Касьяна Макаренко: дізнавшись про крадіжку Ф. Рибкіним речей митрополита, вони вимагали у нього 3 тис. рублів, обіцяючи «зам'яти справу». До 31 грудня 1918 року слідство у справі Рибкіна — Льовіной завершили з обвинувальним висновком.
Поховали митрополита Володимимира в Хрестовоздвиженському храмі, що на території Ближніх печер Києво-Печерської лаври. А в лику святих архіпастиря-сповідника було прославлено влітку 1992 року.
У тому ж році було відкрито для вшанування і його чесні мощі, які зараз почивають в Благовіщенському храмі Дальніх печер, поряд з мощами святителя Павла Конюшкевича.

## Пам'ять
Пам'ять священномученика Володимира вшановується 7 лютого.